# 圣母大堂

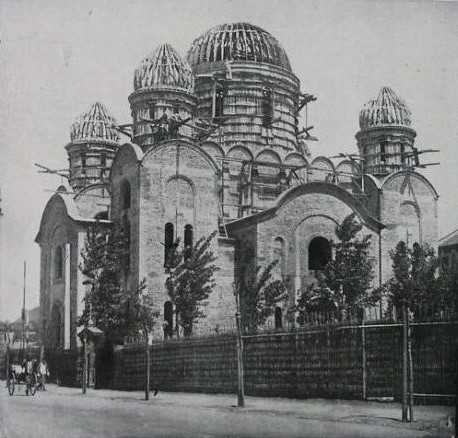
1936年修建中的圣母大堂

罪人之保障圣母主教座堂（俄语：-{Кафедральный собор
иконы Божией Матери «Споручница грешных»}-），通称圣母大堂，原为东正教上海教区的主教座堂，奉圣母玛利亚为主保，位于上海市徐汇区新乐路（原法租界亨利路）55号，今襄阳公园西侧。

## 歷史
1927年3月，上海工人暴动，位于闸北的俄罗斯正教会上海教区主教座堂主显堂遭到中国军人洗劫和占领，上海公共租界巡捕房保护西蒙主教和神职人员撤离。西蒙主教欲将法租界霞飞路圣尼古拉军人小教堂改作主教座堂，未能如愿，于是封闭了那座教堂，另租辣斐德路1233号（近霞飞路口）作为临时主教座堂（辣斐德路圣母堂）。这时，由于大部分俄国侨民移居法租界，西蒙主教计划在法租界新建一座主教座堂，并发行面值为5元、10元、20元、50元和100元的“献给上帝”认捐券，募集建造所需款项。募集到的第一批款项为1.5万元，加上富孀利特维诺娃个人捐款4.5万元，于是购买位于劳而东路、亨利路口的3亩土地。由于所需款项超出俄侨承受能力，一时难以筹足，于是先在该地建造一所简易的木结构天使长加夫里洛教堂，作为临时主教座堂。
1933年2月，西蒙主教病逝，北京总会魏克托主教（Святин Леонид Викторович，1893-1966）成立了筹建委员会，募得部分建造经费后，1933年6月4日圣神降临节，举行了奠基仪式。建筑师和画家利霍诺斯为大教堂设计图纸，赖尔工程师为教堂免费打桩。戈斯工程师则包下屋顶建设和电气设备的费用。1934年，伊望主教接任上海主教，主持完成了主教座堂的建筑，并且兼任堂长（1942年以后由罗果仁大司祭担任堂长）。
1936年2月，圣母大堂建成，这是一座俄罗斯拜占庭风格的大型教堂，外形模仿1931年被苏联政府拆除的莫斯科基督救世主主教座堂。教堂平面呈方形，内部大厅为希腊十字式，能容纳2500多人。教堂穹顶由孔雀蓝色的一大四小五个鼓形圆穹顶组成，主穹顶高达35米，与奶白色的墙面形成强烈对比。教堂南侧还有一幢三层楼的主教公署（该建筑现仍存，但原尖顶已经被拆，现用为民房）。
1949年5月，伊望主教离沪去美。1951年5月，杜润臣主教开始主持上海教区。1965年3月3日，杜润臣主教去世，中华东正教会上海教区和圣母大堂随之停止活动，当时俄国侨民几乎已经全部离开中国。1966年文化大革命及破四旧運動开始，已经空关的圣母大堂内圣像画被毁，穹顶的十字架被拆除，由上海电真空器件研究所占用，改为仓库。
1988年，该教堂得到初步修复。1994年3月18日，上海市人民政府将圣母大堂列为上海市优秀历史建筑。1980年代以后曾用作证券公司营业部和“阿罗哈圆顶音乐餐厅”。上海尚存的数十名正教徒对此多次表示不满，并在2002年7月23日发表写给时任上海市长陈良宇的公开信。2004年，上海市有关部门将娱乐场所从教堂中迁出。2007年，开始进行大修，准备列为旅游景点。2013年5月15日，全俄大牧首基里尔一世访华期间，在圣母大堂主持50年来的首次圣礼仪。2014年建筑当选为上海市文物保护单位。
圣母大堂属典型的拜占庭建筑风格，有一大、四小葱头形圆穹顶，采用砖木混合结构和“希腊十字形”平面布局，圣坛朝向耶路撒冷方向。圣母大堂内部曾经布满圣像壁画。1966年文革时期，这些壁画消失。2007年11月，在教堂大修时发现，原有壁画仍完好保存在多层粉刷的石灰下，壁画的颜色还很鲜艳。九幅湿壁画包括距地25米的主穹顶画以及其下环绕的八幅圣徒立像：主穹顶画是“诺夫哥罗德风格圣三像”，将圣父、圣子、圣灵分别描绘成老者、坐于圣父怀中的幼童以及憩息于圣子之上的神鸽；经考证，八位圣徒可能包括古圣诺埃、古圣约熙福-庞嘉洛、古圣麦尔希塞德克、圣王达维德等。

## 照片集
- 从新乐路、襄阳北路交叉路口的西北角看圣母大堂（在该路口的西南角）
- 圣母大堂的正门，可见到新乐路55号的门牌
- 修复后的主穹顶濕壁畫
- 吊灯烛光